# Regno dei Funghi
Il Regno dei Funghi (キノコ王国?, Kinoko ōkoku, in inglese Mushroom Kingdom) è un regno immaginario, facente parte del franchise di Mario.
Introdotto nel gioco Super Mario Bros., è il luogo principale delle avventure della serie di videogiochi Super Mario.

## Caratteristiche
Il regno appare ampiamente vario, con deserti e foreste, monti innevati e città. Il regno è governato dalla Principessa Peach, che si impegna a mantenere la pace e la tranquillità. Il Regno dei Funghi è però costantemente attaccato dal malvagio re dei Koopa Bowser e dal suo esercito di Koopa Troopa. La maggior parte degli abitanti del regno sono i Toad, una razza di funghi antropomorfi. Anche se non tutti i giochi di Mario sono ambientati nel Regno dei Funghi, possiamo intuire che questo è il punto d'accesso per tutti gli altri luoghi del mondo del celebre idraulico, come l'Isola Yoshi e Sarasaland.
Il Regno dei Funghi confina con Fagiolandia, un luogo simile ad esso come struttura. La capitale del Regno è Fungopoli, una città metropolitana dalla popolazione mista, sede del Castello di Peach, l'abitazione della principessa. Nel regno ci si sposta principalmente entrando dentro dei tubi, che collegano le diverse aree fra di loro. Esistono però anche autovetture e altri mezzi di trasporto, tra cui kart usati in Mario Kart. I luoghi generalmente più esplorati sono la sopracitata dimora della principessa, ubicata a Fungopoli, il Castello di Bowser e l'Isola di Yoshi.

### Moneta

Emblema della Principessa Peach

Le monete del Regno vengono chiamate semplicemente monete, e sono disseminate sul terreno o sono nascoste dentro casse, blocchi e mattoni. Le monete sono principalmente dorate, ma esistono altre varietà di colore blu e rosso. Nei giochi, oltre che come valuta, le monete servono a recuperare energia, ottenere vite in più (ogni 50 o 100 monete, a seconda del gioco) o, in Super Mario 64, ad ottenere stelle.

## Power-Up
Il Regno dei Funghi è anche famoso per i suoi bizzarri oggetti, come il Super Fungo e la Stella. Ogni oggetto che viene raccolto dai personaggi ha un effetto particolare.

### Super Fungo
Il Super Fungo (Super Mushroom) è un fungo speciale con due occhi che possiede due differenti effetti a seconda del gioco in cui è presente. Nella serie Super Mario Bros, raccogliendo un Super Fungo, Mario si trasformerà in Super Mario, divenendo più alto e più forte, infatti riesce a rompere mattonelle che Mario normale lascia intatte. Ma in Super Mario 64 DS, ottenendo un Super Fungo, Mario si trasforma in Mega Mario (Luigi in Mega Luigi, Yoshi in Mega Yoshi e Wario in Mega Wario), il che aumenta molto la sua forza rendendolo in grado di abbattere praticamente ogni cosa sul suo cammino. Inizialmente era di colore arancione a pallini rossi, ma in seguito è diventato rosso a pallini bianchi. Questo fungo è generalmente nascosto dentro i Blocchi  o dentro i mattoni.

### Fiore di Fuoco
Il Fiore di Fuoco (Fire Flower) è un fiore di colore rosso, giallo e bianco, con due occhi al centro. Quando viene raccolto da Mario o Luigi, essi acquisiscono l'abilità di emettere palle di fuoco dalle mani e prendono il nome di Mario di Fuoco o Luigi di Fuoco. Questi fiori sono nascosti come i Super Funghi dentro i Blocchi o dentro i mattoni. In Super Mario Galaxy, per la prima volta il Fiore di Fuoco ha un effetto limitato, e perde il suo effetto dopo circa un minuto dal ritrovamento. Invece, nei precedenti capitoli, aveva un effetto illimitato e svaniva solo quando Mario o Luigi venivano colpiti.

### Stella del Potere
La Stella, chiamata anche Super Stella (Starman o Star in inglese), è un raro oggetto a forma di stella con due occhi neri sopra, che regala a chi la raccoglie un breve periodo di invulnerabilità da nemici e ostacoli. La Stella è famosa anche per la musica che produce una volta raccolta, apparsa in diverse occasioni nel mondo dei videogiochi. In Super Mario 64 sono essenziali per arrivare fino in fondo e completare il gioco, insieme alle chiavi che aprono le porte. Alla fine del combattimento dell'ultimo Bowser esso si trasforma non in una chiave, ma in una Megastella oppure appare in Mario Kart e Mario Kart Wii rendendo invulnerabile agli attacchi e se si tocca un avversario, questo perde l'equilibrio.

### Megafungo
Questa tipologia di fungo è stata inserita per la prima volta in New Super Mario Bros, per Nintendo DS. Raccogliendo un Megafungo, Mario si trasformerà in Mega Mario. In questa forma, Mario possiede una forza smisurata, tale da poter abbattere praticamente ogni oggetto sulla sua strada, come mattoni, cubi e tubi e potrà sconfiggere qualsiasi tipo di nemico, compresi Boss e mini Boss, come Bowser e Bowser Jr. Quando Mario si trova in questo stato, sullo schermo appare una barra che si riempie man mano che Mega Mario distrugge oggetti sulla sua strada e più la barra viene riempita, più Funghi 1-Up appariranno quando Mario tornerà alle sue normali dimensioni.

### Minifungo
Questa tipologia di fungo è stata inserita per la prima volta in New Super Mario Bros. Quando Mario raccoglie un Minifungo diventa minuscolo. In questa forma, Mario diverrà debolissimo, tanto da non poter sconfiggere nemmeno i Goomba. Ma, divenendo piccolissimo, Mario diventa anche leggerissimo, il che gli consente di effettuare salti molto più alti del normale. Molti posti del gioco sono raggiungibili solo con il Mini Mario, che può passare in tubi minuscoli o raggiungere altezze elevate, irraggiungibili da altre forme di Mario. A differenza del Megafungo, questa trasformazione non ha limiti di tempo.

### Guscio Koopa Blu
In New Super Mario Bros, oltre ai Koopa dai gusci verdi e rossi, sono presenti anche rarissimi Koopa con il guscio Blu. Sconfiggendo un Koopa dal guscio Blu, egli farà cadere il suo guscio, che potrà essere raccolto da Mario per trasformarsi in Tarta Mario. Una volta raccolto il guscio Blu, Mario diventerà di dimensioni pari a Super Mario, con la differenza che possiede il guscio attaccato alla schiena. Tarta Mario potrà proteggersi all'interno del suo guscio, difendendosi da qualsiasi attacco nemico. Inoltre, al posto di correre, Mario comincerà a trottolare all'interno del guscio, riuscendo a rompere mattonelle a livello del suolo che in alcuni casi sono indistruttibili.

### Fungo 1-Up
Comparso in molti giochi di Mario (per la prima volta in Super Mario Bros.) questo fungo, uguale in forma al Super Fungo tranne che per il colore verde a pallini bianchi, ridarà una vita a Mario una volta toccato.

## Specie
Il Regno dei Funghi è abitato prevalentemente dai Toad, ma esistono molte altre specie di creature che popolano i vari territori. Le specie più frequenti sono i Goomba, dei funghi viventi che a volte risultano ostili; i Koopa Troopa, delle tartarughe che hanno le scarpe e camminano su due zampe, alcuni dei quali sono alleati con Bowser; gli Yoshi, dei simpatici dinosauri amichevoli che provengono dall'Isola Yoshi; i Boo, dei fantasmi timidi che infestano i castelli o i sotterranei; i Pesci Smack, la specie marina più diffusa insieme al Calamako. Gli esseri umani, invece, sono relativamente rari.